# Oroshigane

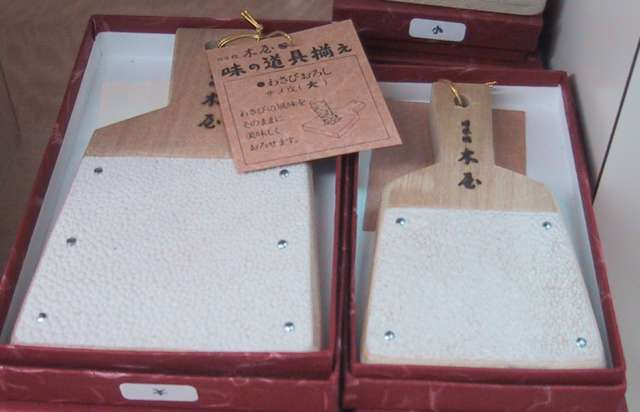
Oroshigane in pelle di squalo

L'oroshigane (おろし金 o 下ろし金, letteralmente: "grattugia in metallo"), conosciuto anche con il nome di oroshiki (下ろし器), è una grattugia utilizzata nella cucina giapponese.

## Caratteristiche e utilizzo

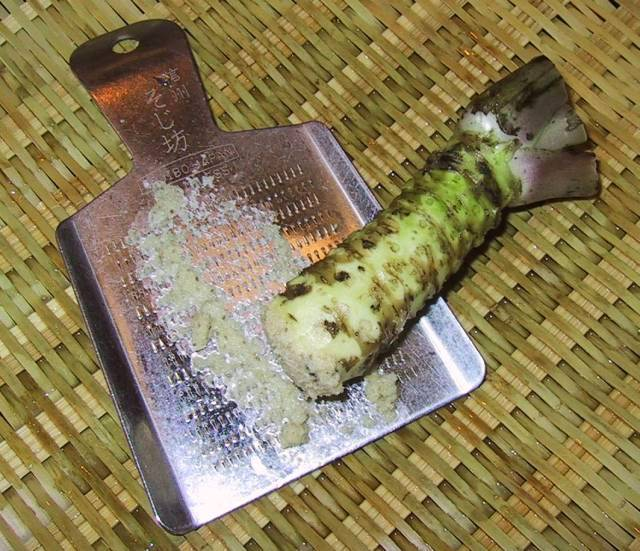
Wasabi su un oroshigane metallico

Gli oroshigane sono molto differenti dalle grattugie occidentali, in quanto forniscono un risultato molto più fine. Tradizionalmente si trattava di dischi in rame rivestiti di stagno. Quest'ultimo metallo era dotato di piccole punte, ma non era affatto perforato. Questo tipo di grattugia è ancora considerato il migliore, ed è utilizzato dalla maggior parte degli chef professionisti. Per la preparazione del wasabi e dello yamaimo sono invece utilizzate esclusivamente oroshigane con la superficie abrasiva in pelle di squalo. L'effetto sull'alimento grattugiato è di una finezza ancora maggiore rispetto a quanto realizzato con lo strumento in metallo: la superficie abrasiva assomiglia a carta vetrata. Oggi tuttavia, gli chef non professionisti fanno uso di strumenti meno pregiati, preparati con altri metalli, in plastica o ceramica. Una versione più moderna dell'oroshigane prevede dei piccoli fori nello strumento ed un contenitore di raccolta, in modo che il preparato possa cadere direttamente dalla grattugia in questa scatola.
Ci sono due versioni di oroshigane con diversa ruvidezza e diversi scopi. Il più ruvido è utilizzato per grattugiare daikon e simili, mentre il più fine viene usato nella lavorazione di wasabi e zenzero. Le grattugie più fini sono a volte realizzate come una tavoletta in legno ricoperta di pelle di squalo, che, grazie alla presenza di dentelli dermici, diventa simile alla carta abrasiva.
Strumenti simili a quello in questione sono il suribachi ed il surikogi, che possono rispettivamente essere identificati con i corrispettivi occidentali mortaio e pestello.